# راشد جمعة الفارسي
راشد جمعة مبارك الفارسي (27 أبريل 1993) هو لاعب كرة قدم عماني يلعب في نادي العروبة.

### إحصائيات النادي
| النادي          | موسم            | قسم                 | الدوري | الدوري  | الكأس  | الكأس   | إقليمي | إقليمي  | آخر    | آخر     | المجموع | المجموع |
| النادي          | موسم            | قسم                 | الظهور | الأهداف | الظهور | الأهداف | الظهور | الأهداف | الظهور | الأهداف | الظهور  | الأهداف |
| --------------- | --------------- | ------------------- | ------ | ------- | ------ | ------- | ------ | ------- | ------ | ------- | ------- | ------- |
| العروبة         | 2011-12         | دوري النخبة العماني | -      | 0       | -      | 6       | 0      | 0       | -      | 0       | -       | 0       |
| العروبة         | المجموع         | المجموع             | -      | 0       | -      | 0       | 6      | 0       | -      | 0       | -       | 0       |
| المجموع الوظيفي | المجموع الوظيفي | المجموع الوظيفي     | -      | 0       | -      | 0       | 6      | 0       | -      | 0       | -       | 0       |

## مهنة دولية
ظهر لأول مرة مع عُمان ضد ميانمار في تصفيات كأس العالم 2014. لعب ست مباريات في تصفيات كأس العالم 2014 ومثل المنتخب الوطني في تصفيات كأس العالم 2010.

## الإنجازات

### النادي
- كأس السلطان (1): 2010
- كأس السوبر العماني (1): 2011

## روابط خارجية
- راشد جمعة الفارسي على موقع الاتحاد الدولي (مؤرشف)  (الإنجليزية)
- راشد جمعة الفارسي على موقع قاعدة بيانات كرة القدم.إي يو (الإنجليزية)
- راشد جمعة الفارسي على موقع ناشيونال فوتبول تيمز (الإنجليزية)
- راشد جمعة الفارسي على موقع Soccerway.com (الإنجليزية)